# 亞當·塞尼亞科夫
亞當·塞尼亞科夫（意第緒語：‎，1880年11月30日-1942年7月23日），波蘭工程師和參議員，在第二次世界大戰期間擔任華沙隔都的負責人。

## 生平
亞當·塞尼亞科夫於1880年11月30日出生於波蘭華沙。1990年畢業於華沙的商業學校。